# フェイス・ミュージック
フェイス・ミュージックはフェイス音楽出版のミュージシャンコーディネート部門。スタジオ・レコーディング、ライブ等に演奏家のコーディネートを行う。

## 所属ミュージシャン

### 作曲・編曲・プロデュース
- 梁邦彦
- 松本圭司
- 江口信夫
- 旭純
- 鎌田ジョージ
- 柴田俊文
- 村石有香（旧姓:佐藤）
- 富田素弘
- 片山敦夫
- 坂本昌之
- 村田陽一
- 未知瑠

### 演奏家
キーボード吉田弥生
フルート高桑英世
オーボエ庄司さとし
クラリネット山根公男
ギター田代耕一郎
ベース岡沢章
ドラム島村英二、渡嘉敷祐一
ストリングス斎藤ネコ
ハープ朝川朋之